# آقا و خانم اندروز
آقا و خانم اندروز (انگلیسی: Mr and Mrs Andrews) یک نقاشی رنگ روغن پرتره اثر توماس گینزبارو در حدود سال ۱۷۵۰ میلادی است. امروزه این نقاشی یکی از معروف‌ترین آثار او به‌شمار می‌رود. درحالی که این اثر تا سال ۱۹۶۰ در خانواده اشخاصی باقی‌مانده بود و تا قبل از اینکه در نمایشگاهی در ایپسوییچ در سال ۱۹۲۷ به نمایش درآید کمتر شناخته شده بود. پس از آن به‌طور مرتب در نمایشگاه‌های مختلف در بریتانیا و خارج از کشور درخواست شد و نظر مثبت منتقدان را به خود جلب کرد.

## نقاش
توماس گینزبارو این نقاشی را در سن ۲۳ سالگی کشید. او با مارگارت باروی باردار ازدواج کرده بود و به سادبوری، سافک برگشته بود.